# Omegaverse

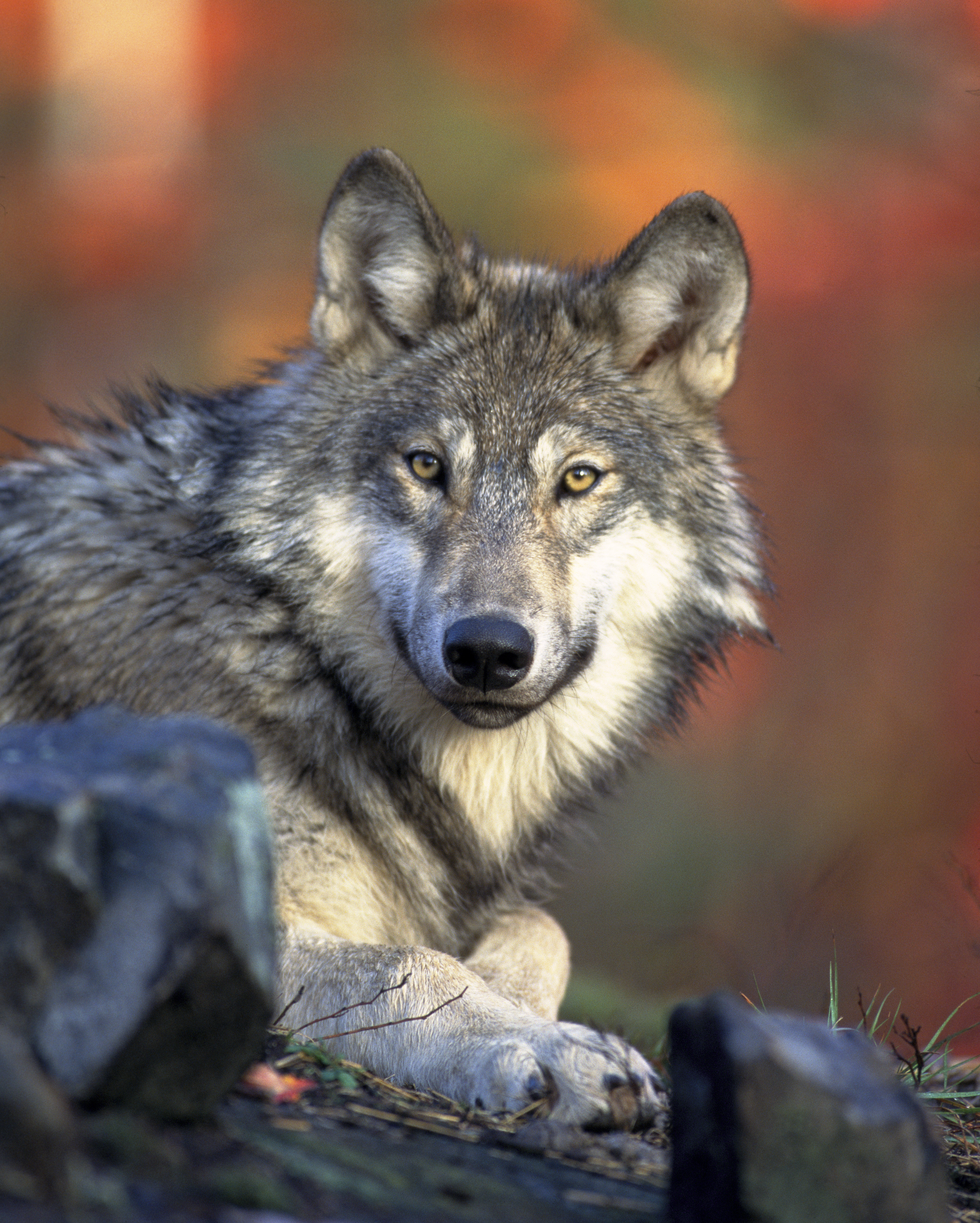
Omegaverse supõe a existência de uma hierarquia de dominância entre os humanos, semelhante aos lobos e outros canídeos.

Omegaverse, também conhecido como A/B/O ou α/β/Ω (uma abreviação de "alfa/beta/ômega"), é um subgênero de ficção erótica especulativa. O gênero supõe a existência de uma hierarquia de dominância entre os humanos, semelhante àquela associada aos lobos e outros canídeos, que é composta de "alfas" dominantes, "betas" neutros e "ômegas" submissos. Essa hierarquia determina como as pessoas interagem umas com as outras em contextos românticos, eróticos e sexuais. Embora tropos associados ao Omegaverse possam ser observados em obras publicadas já na década de 1960, o gênero se originou formalmente na década de 2010 como um subgênero das fanfics eróticas de slash (mesmo sexo), como uma fusão de elementos de ficção sobre lobisomens e do subgênero mpreg.

## Características do gênero
Obras do gênero Omegaverse geralmente retratam personagens como possuidores de dois sexos: um sexo primário (masculino ou feminino) determinado por seus órgãos sexuais externos, e um sexo secundário que se manifesta durante a puberdade, determinado por seu sistema reprodutor interno. O sexo secundário é normalmente um dos seguintes, cada um dos quais também corresponde a certos traços de caráter distintivos:
- Alpha (α): socialmente (e em algumas interpretações, até biologicamente) dominante, fisicamente constituído, temperamental e um líder natural;
- Beta (β): um ser humano comum ou tem uma mistura de características Alfa e Ômega, ou suas características únicas;
- Ômega (Ω): submisso e gentil, calmo e pacificador.

Os personagens geralmente possuem comportamento de lobo ou de outros canídeos, especialmente no que diz respeito à relação sexual e à sexualidade, que é descrita como instintiva, respondendo a estímulos fisiológicos animalescos. Isso inclui ciclos estrais e de cio, atração feromonal entre Alfas e Ômegas, pênis com nós (usados para "dar um nó" ou amarrar o parceiro a um Alfa durante a cópula), marcação de cheiro, cunhagem, reprodução, ritos de acasalamento, estruturas de matilha e laços psíquicos potencialmente permanentes com um parceiro. Entre Alfas e Betas, apenas as fêmeas podem engravidar, mas os Ômegas machos são frequentemente considerados capazes de engravidar por meio de um útero conectado ao reto, e os Alfas podem engravidar independentemente de seu gênero principal. Para facilitar a penetração e a impregnação, os Ômegas machos geralmente têm ânus autolubrificantes.
As premissas abstratas do Omegaverse poderiam designá-lo como um gênero de fantasia de acordo com as convenções estabelecidas por Tzvetan Todorov, mas a alta especificação de seus elementos característicos sugere que ele também poderia ser considerado um gênero literário em si. Como o Omegaverso é um tipo de folksonomia, alguns de seus aspectos são incluídos ou excluídos a critério do autor da história. Às vezes, os Betas estão ausentes ou outras designações intermediárias, como Deltas e Gammas, são adicionadas. O gênero frequentemente apresenta outros elementos de fantasia, como a presença de lobisomens ou outras criaturas fantásticas. Algumas obras introduzem um sistema de castas rígido, onde os Alfas são retratados como as elites da classe alta, enquanto os Ômegas estão na camada inferior e enfrentam discriminação e opressão por causa de sua fisiologia, criando um exemplo de determinismo biológico. Em histórias mais sombrias, isso resulta em relações sexuais não consensuais ou duvidosamente consensuais, gravidezes forçadas, sequestro de Ômegas e escravidão sexual.
Os trabalhos de Omegaverse são mais frequentemente focados em casais masculinos compostos por um Alfa e um Ômega, embora trabalhos heterossexuais de Omegaverse tenham sido produzidos, e em 2013, cerca de 10% do website de fanfics Archive of Our Own (AO3) foram rotulados como masculino/feminino. Alguns subvertem os tropos do gênero, contando histórias sobre relacionamentos ilícitos entre Alfas e Ômegas que escondem seu cheiro usando feromônios químicos para não serem vítimas de preconceitos biológicos, ou Ômegas dominantes e Alfas submissos. Casais não tradicionais são frequentemente apresentados em obras japonesas de Omegaverse.
Embora os termos "A/B/O" e "Omegaverse" possam ser usados indistintamente, o primeiro geralmente se refere apenas à dinâmica sexual, enquanto o segundo é preferido quando a história se passa em um novo mundo ideológico. Alguns preferem evitar o uso do termo "A/B/O" porque ele se assemelha ao insulto racial abo.

## História

### Origens dos tropos
Os tropos comumente associados ao gênero não são exclusivos dele: eles podem ser encontrados em fandoms de várias mídias, mas se uniram no Omegaverse no que a professora Kristina Busse descreveu como "uma tempestade aparentemente perfeita". O conceito de acasalamento e ciclos de cio entre humanos foi popularizado pelo episódio "Amok Time" de 1967 da série de televisão americana Star Trek, que introduz o conceito de pon farr, o ciclo de acasalamento Vulcano em que os machos Vulcanos devem acasalar ou morrer, o que se tornou um conceito de enredo popular para trabalhos de fãs no fandom de Star Trek, particularmente fanfics focadas no par Kirk e Spock. Ursula K. Le Guin também escreveu, em seu romance The Left Hand of Darkness (1969), sobre um mundo andrógino extraterrestre com personagens hermafroditas e ciclos de acasalamento chamados kemmer. Transformações animais como lobisomens estão incluídas em Buffy the Vampire Slayer, Twilight, Teen Wolf e Harry Potter, com o fandom deste último popularizando as perversões bestiais.

### História do gênero

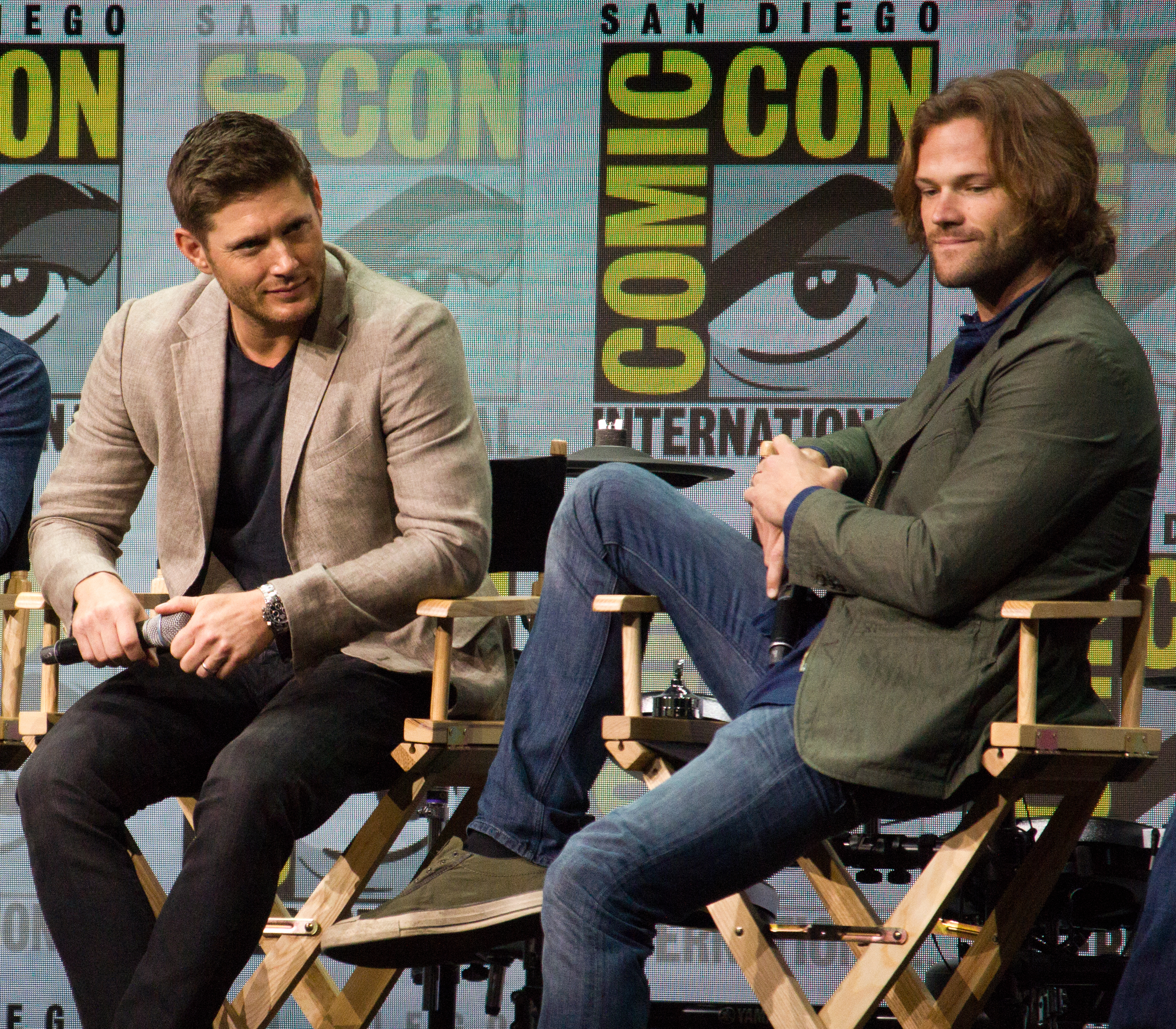
Os primeiros trabalhos de fanfics de Omegaverse apresentavam Jensen Ackles e Jared Padalecki, atores que estrelaram Supernatural.

A origem do Omegaverse é normalmente atribuída ao fandom em torno da série de televisão americana Supernatural, como uma fusão entre lobisomens e o subgênero mpreg de fanfics eróticas. Outra fonte de inspiração pode ter sido o drama de ficção científica Dark Angel, onde o ator Jensen Ackles interpreta supersoldados gêmeos com DNA felino, e personagens femininas de suas espécies entram no cio. Os primeiros trabalhos reconhecidos como A/B/O foram publicados em meados de 2010: naquele ano, em maio, um prompt de escrita foi compartilhado em uma comunidade do LiveJournal dedicada a Supernatural, mencionando machos "alfa" com nós em seus pênis e "machos cadelas" sem nós, inspirando o usuário tehdirtiestsock a escrever I ain't no lady, but you'd be the tramp, uma obra de ficção de pessoas reais focada nos atores Jared Padalecki e Jensen Ackles como um Alfa e um Ômega, que foi publicada em 24 de julho. Apesar de não usar o termo "ômega", a história criou muitas das características mais tarde associadas ao gênero Omegaverse.
Nos meses seguintes, outros autores anônimos compartilharam histórias semelhantes, até que, em 9 de novembro, uma nova sugestão de escrita mencionou os homens Alfa, Beta e Ômega pela primeira vez, impulsionando a criação de três obras. Em junho de 2011, o termo "Omegaverse" e sua dinâmica tornaram-se comuns; no mês seguinte, a primeira obra femslash de Omegaverse foi publicada, e o primeiro uso dos tropos fora do fandom de Supernatural foi registrado.
O gênero posteriormente expandiu sua popularidade para outras comunidades de fãs: primeiro para aquelas focadas em Sherlock e X-Men: First Class, depois rapidamente alcançou outros fandoms como os das séries de televisão Hannibal, Teen Wolf, Glee, Doctor Who e o filme The Avengers. Uma tradução chinesa de uma fanfic A/B/O de Sherlock postada no site Suiyuanju por volta de outubro de 2011 introduziu o Omegaverse aos círculos de fãs de slash chineses, de onde se espalhou para os romances originais danmei.
Em 2012, a noção de "companheiros predestinados" foi introduzida. Em 2014, o Omegaverse ganhou forte força no Japão, adquirindo valor de mercado com a publicação do primeiro mangá A/B/O em 2015. Em 2016, a discriminação e a dinâmica de poder entre Alfas, Betas e Ômegas começaram a ser delineadas, e a ideia da marca ou mordida que une química e biologicamente os casais foi criada, enquanto em 2018 surgiu o conceito de "lobo interior", um instinto animal que guia Alfas e Ômegas. Por meio de seu trabalho Kanraku Alpha Enigma, a artista de mangá Shinshi Nakai posteriormente tentou adicionar o "Enigma", um novo tipo de personagem que pode mudar seu gênero secundário, mas a novidade foi resistida pelos fãs de Omegaverse e não teve impacto ou continuidade.

## Recepção e análise
Omegaverse tornou-se extremamente popular e controverso nos círculos de fãs. Alguns o condenam como revoltante e doentio, afirmando que ele reforça valores patriarcais e uma cultura de estupro, opondo-se às suas raízes na ficção bestial e aos desequilíbrios de poder entre os gêneros.[3] Por outro lado, outros apreciam como ele descontrói corpos e papéis de gênero, oferecendo comentários sociais subversivos sobre a identidade queer e a opressão.
As opiniões acadêmicas estão igualmente divididas entre aqueles que acreditam que o Omegaverse mostra um novo tipo de essencialismo de gênero combinado com elementos homofóbicos e heteronormativos, e aqueles que lhe dão uma leitura transgênero. Delgado Díaz, Ubillus Breña e Cappello não acreditam que o Omegaverse esteja ligado à teoria queer ou à transidentidade, apesar de conter alegorias à identidade de gênero e à condição feminina (Ômegas, tanto masculinos quanto femininos, podem ser considerados personificações do papel tradicional das mulheres como donas de casa e mães), cujo propósito, no entanto, é apenas o de enquadrar tramas que vão do melodrama ao terror.
De acordo com a pesquisadora Milena Popova, "as características do gênero A/B/O permitem a exploração de temas de poder, desejo, prazer, intimidade, romance, controle e consentimento de diversas maneiras", e é usado por escritores e leitores "como uma ferramenta para articular e pensar sobre questões de consentimento em relacionamentos desiguais". Da mesma forma, Laura Campillo Arnaiz argumenta que as obras sombrias do Omegaverso servem para obter controle sobre os sentimentos de desamparo e humilhação que o caracterizam, criando uma experiência catártica.
A acadêmica Paige Hartenburg sugeriu que o Omegaverse está conectado ao trauma LGBTQ+ e às narrativas corretivas, dizendo que ele "escreve a a comunidade queer por meio do impacto que deixa no corpo, com sua violência e tendências heteronormâmicas respondendo a estruturas maiores que tentam confinar a autoridade narrativa a um único grupo" e "em todas as suas complexidades, ambas problemáticas em suas trupes altamente patriarcais e emblemáticas de traumas comunitários consideráveis, [o Omegaverse] é um gênero representativo da relação dissoluta entre espaços de fãs queers e criativos convencionais".
Angie Fazekas escreveu que "[n]o Omegaverse, os fãs usam tropos tradicionais de gênero e sexualidade para imaginar um universo onde a sexualidade queer é a norma e os papéis normativos de gênero são frequentemente distorcidos e invertidos", mas que eles falham em oferecer uma progressividade real, já que, como a maioria das outras fanfics, suas obras são predominantemente focadas em relacionamentos entre homens brancos.

## Impacto
O Omegaverse explodiu em popularidade em 2017, rapidamente se tornando um assunto frequente para escritores de fanfics. Em julho de 2018, mais de 39.000 obras de fãs de Omegaverse foram publicadas no AO3, e mais de 165.000 em 2023. Além dessas obras derivadas, o Omegaverse surgiu como seu próprio gênero de ficção erótica comercial original: cerca de 200 romances de Omegaverse foram publicados na Amazon de janeiro a junho de 2020. Também se tornou um subgênero de yaoi comercial e não comercial (mangás com casais masculinos). Dada a recepção positiva no Japão, a Coreia do Sul iniciou sua própria produção de manhwas de Omegaverse, assim como a China, embora a censura aplicada neste último país tenha limitado a popularidade do gênero.
A partir de 2017, o subgênero "Universo Dom/Sub" ganhou popularidade, particularmente em obras yaoi no Japão; ele usa elementos de BDSM, postulando dominante e submisso como gêneros secundários, e se inspira no Omegaverse em sua representação de sistemas de castas. No "Cakeverse", uma pequena parte da população humana é dividida em "garfos", que não têm paladar, e "bolos", pessoas com um sabor particular que os torna irresistíveis aos "garfos".